# 本多顕彰

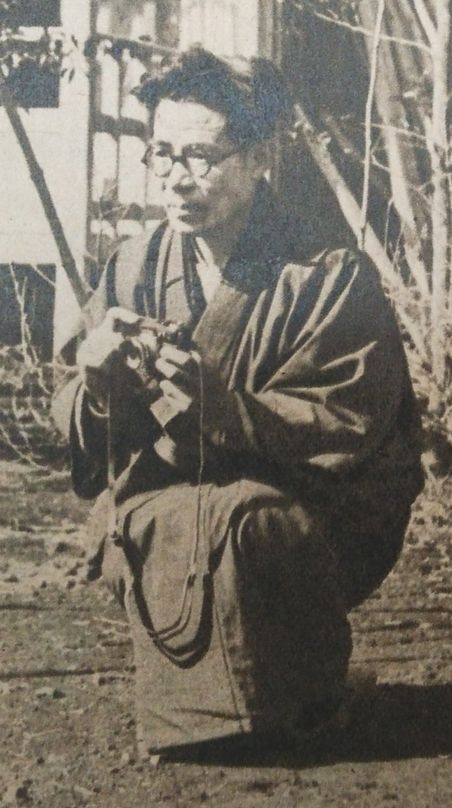
1949年の本多

本多 顕彰（ほんだ あきら/けんしょう、1898年10月7日 - 1978年6月30日）は、日本の英文学者、評論家、浄土真宗の僧侶。
愛知県名古屋市の寺院に生まれ、自らも僧籍を有した。本名・けんしょう。愛知県立第五中学校（現・愛知県立瑞陵高等学校）を経て、1923年東京帝国大学文学部英文科卒。東京女子高等師範学校教授、1933年から1966年まで法政大学教授を務め、シェイクスピア、ロレンスなど英文学の翻訳・研究に加え、近代日本文学ほかの広範な評論活動をおこなった。
夏目漱石、親鸞に関する著作もあり、エッセイストとしても長年執筆を行い、学内事情を暴露した『大学教授』や『歎異抄入門』はベストセラーとなった。

## 著書
- 『ベン・ヂョンスン』（研究社出版、研究社英米文学評伝叢書） 1934
- 『感動と批評 未完成批評家の肖像』（作品社） 1936
- 『シェイクスピア襍記』（作品社） 1936
- 『文学の知識』（作品社、作品文庫）1938
- 『芸術と社会』（那珂書店） 1941
- 『浪漫主義と古典主義』（研究社、英米文学語学講座） 1944
- 『孤独の文学者』（八雲書店） 1947、改題新版『漱石山脈』1948
- 『一知識人の告白』（風樹書院） 1948
- 『文学の形成 プラトンからルネサンスまで』（世界評論社） 1948
- 『青春とヒューマニズム』（暁書房） 1948
- 『文学論 人生のための文学』（白日書院） 1948
- 『少年発明物語』（民友社、世界少年叢書）1949
- 『トルストイ』（新潮社、生ける思想叢書） 1949、新潮文庫 1953
- 『シェイクスピヤ研究』（弘文堂、弘文選書）1949
- 『シェイクスピァ物語』（広島図書、銀の鈴文庫）1950
- 『ぼくらの西洋文学史』（東京堂） 1951
- 『シエイクスピア（文化を築いた人々）』（主婦之友社） 1951
- 『文学』（同文館、一般教育叢書）1952
- 『世界文学の鑑賞』（宝文館、NHK教養大学）1952
- 『神を怖れぬもの』（法政大学出版局、がくえん新書）1954
- 『指導者 この人びとを見よ』（光文社、カッパ・ブックス）1955
- 『芸術家の言葉』（実業之日本社、現代に生きる言葉双書）1956
- 『大学教授 知識人の地獄極楽』（光文社、カッパ・ブックス）1956
- 『旅路のはてに 随筆』（光文社、カッパ・ブックス）1956
- 『世界文学物語』（偕成社、図説文庫）1957
- 『西洋文学入門』（章文社） 1957、現代教養文庫 1960
- 『偉大な時期に』（北辰堂） 1957
- 『聖書 愚者の楽園』（光文社、カッパ・ブックス）1957
- 『批評家』（大日本雄弁会講談社、ミリオン・ブックス）1957
- 『私たちはどう生きるか 13 本多顕彰集』（ポプラ社） 1959
- 『文章作法』（社会思想研究会出版部、現代教養文庫）1959
- 『現代知性全集　本多顕彰集』（日本書房） 1959
- 『裸の人生』（雪華社） 1960
- 『シェイクスピア悲劇の本質』（紀伊国屋書店） 1960
- 『親鸞への道』（普通社、しんらんシリーズ）1962
- 『文学にみる人生論』（新潮社） 1964
- 『歎異抄入門 この乱世を生き抜くための知恵』（光文社、カッパ・ブックス） 1964
- 『シェイクスピア四大悲劇の鑑賞』（法政大学出版局） 1964
- 『シェイクスピア名言集』（講談社現代新書） 1965
- 『遠い潮騒』（八潮出版社） 1965
- 『生きるささえ』（秋田書店、サンデー新書）1965
- 『若い人とともに 私の人生論』（社会思想社、現代教養文庫）1965
- 『自由国日本の大学教授』（実業之日本社、実日新書カルチュア）1966
- 『青春の建設 若い人に話しかける』（秋田書店、サンデー新書）1966
- 『人間の生き方・死に方』（実業之日本社、実日新書カルチュア）1966
- 『トルストイ名言集』（ポプラ社） 1967
- 『徒然草入門』（光文社、カッパ・ビブリア） 1967
- 『文学名言集 世界編』（ポプラ社） 1968
- 『人生この一言』（有紀書房、ABC books）1968
- 『20世紀英米文学案内 ハーディ』（編、研究社出版） 1969
- 『日本の知恵 人生をきりひらく本』（二見書房） 1970
- 『聖書 これから読む人のために』（二見書房） 1970
- 『わたしの法華経人生論』（佼成出版社） 1970
- 『信ずるということ 親鸞の信仰と歎異抄』（主婦の友社） 1971
- 『現世往生 私は今日を安心して生きる』（徳間書店、徳間ブックス） 1974
- 『人生のための文学』（角川書店、角川選書） 1974

## 翻訳
- 『文学の近代的研究 文学の理論及び解釈の序論』（リチァード・グリーン・モウルトゥン(Richard Green Moulton)、岩波書店） 1932
- 『ハムレット』（シエイクスピア、小山書店） 1933
のち新潮文庫、角川文庫
- 『ロミオとジュリエット』（シエイクスピア、小山書店） 1933
のち『ロミオとヂュリエトの悲劇』（岩波文庫）
- 『静寂の宿』（ゴールズワアジイ、岩波文庫） 1933
- 『ピータア・パン』（ヂエイ・エム・バリ、岩波文庫） 1933
のち新潮文庫
- 『ユートピア』（トマス・モア、岩波文庫） 1934
- 『世界文學 及び一般文化におけるその位置』（リチャード・ヂー・モウルトン、岩波書店） 1934
- 『炉辺のこほろぎ』（デイケンズ、岩波文庫） 1935
- 『荒野に生れて / 白い牙』（ヂャック・ロンドン、岩波文庫） 1936
- 『息子たちと恋人たち』全4冊（D・H・ロレンス、岩波文庫） 1939 - 1954
- 『リプ・ヴァン・ウインクル』（アーヴィング、河出書房、新世界文学全集） 1941
- 『享楽主義者マリウス』（Marius the Epicurean、ウォルター・ペイター、河出書房、新世界文学全集15） 1940
のち三笠書房、世界文学選書 1948
- 『機械発明物語』（訳編、新潮社、少年文化叢書）1942
- 『アンクルトムズ・キャビン』（ストウ、広島図書、銀の鈴文庫）1948
- 『逃亡者』（グレアム・グリーン、新潮社） 1951
- 『文化果つるところ』（Outcast of the Islands、J・コンラッド、早川書房） 1953
- 『権力と栄光 逃亡者』（グレアム・グリーン、新潮社） 1954
のち新潮文庫
- 『ガザに盲いて』（Eyeless in Gaza、ハックスレー、新潮社、現代世界文学全集19） 1955
のち新潮文庫
- 『ディケンズ名作集』（あかね書房、少年少女世界文学選集）1957
- 『アントニーとクレオパトラ』（シェイクスピア、岩波文庫） 1958
- 『ふしぎの国のアリス』（ルイス・キャロル、講談社、少年少女世界文学全集 イギリス編） 1961
- 『ロビンソン・クルーソー』（デフォー、小学館、少年少女世界名作文学全集）1961
- 『二都物語』（ディケンズ、筑摩書房、世界名作全集13） 1961
のち角川文庫
- 『知性の運命』（J・バルザン(Jacques Barzun)、紀伊国屋書店） 1962
- 『ロビン・フッドの冒険』（ハワード・パイル、小学館、少年少女世界名作文学全集）1963
- 『シェイクスピア物語』（チャールズ・ラム / メアリー・ラム、社会思想社、現代教養文庫）1967
- 『オリバー・ツウィスト』（ディケンズ、あかね書房、少年少女世界の文学）1971